# (10969) Perryman
(10969) Perryman (4827 T-1) – planetoida z pasa głównego asteroid okrążająca Słońce w ciągu 4,68 lat w średniej odległości 2,80 j.a. Odkryła ją 13 maja 1971 roku trójka holenderskich astronomów – Cornelis Johannes van Houten, Ingrid van Houten-Groeneveld i Tom Gehrels.